# Chamalières-sur-Loire

Chamalières-sur-Loire este o comună în departamentul Haute-Loire, Franța. În 2009 avea o populație de 451 de locuitori.